# Gieorgij Szonin
Gieorgij Stiepanowicz Szonin, ros. Георгий Степанович Шонин (ur. 3 sierpnia 1935 w Roweńkach, zm. 7 kwietnia 1997) – radziecki kosmonauta, Lotnik Kosmonauta ZSRR.

## Życiorys
W 1950 r. wstąpił do szkoły lotniczej w Odessie. W 1957 r. ukończył szkołę lotnictwa morskiego i pełnił służbę jako pilot w jednostkach lotniczych. W 1968 r. zaocznie ukończył akademię im. Żukowskiego.
W oddziale kosmonautów był od 7 marca 1960 do 28 kwietnia 1979 roku.
W dniach 11–16 października 1969 odbył lot kosmiczny na pokładzie radzieckiego statku Sojuz 6 (był to pierwszy lot grupowy trzech statków kosmicznych: Sojuz 6, Sojuz 7, Sojuz 8).
Zmarł na atak serca 7 kwietnia 1997.

## Odznaczenia
- Złota Gwiazda Bohatera Związku Radzieckiego (22 października 1969)
- Order Lenina (22 października 1969)
- Order Rewolucji Październikowej (30 grudnia 1990)
- Order Czerwonego Sztandaru Pracy (15 października 1976)
- Order Czerwonej Gwiazdy (17 czerwca 1961)

a także inne medale radzieckie oraz węgierskie, mongolskie i czechosłowackie.
- Universal Astronaut Insignia za lot orbitalny (nr 39, pośmiertnie) – Stowarzyszenie Uczestników Lotów Kosmicznych (Association of Space Explorers(inne języki))[1]